# George Deukmejian
Courken George Deukmejian Jr. (en armenio: Կուրկեն Ջորջ Դեքմեջյան;
6 de junio de 1928–8 de mayo de 2018) fue un político estadounidense perteneciente al Partido Republicano que fue gobernador de California entre 1983 y 1991 y fiscal general de California entre 1979 y 1983. Deukmejian fue la primera y única persona de origen armenio en desempeñarse como gobernador de un estado estadounidense.

## Primeros años
Deukmejian nació como Courken George Deukmejian Jr. en Menands, Nueva York. Sus padres eran armenios y habían emigrado desde Imperio Otomano en los primos años de la década de 1900, escapando del genocidio armenio. Su padre, George Deukmejian, quien perdió una hermana durante el genocidio, era un comerciante de alfombras nacido en Gaziantep. Su madre, Alice Gairden, nació en Erzurum y trabajó para Montgomery Ward y después para el Estado de Nueva York. Deukmejian se graduó con un B.A. en Sociología del Siena College en 1949. Luego obtuvo su Juris Doctor (J.D.) en la St. John's University en 1952. Entre 1953 y 1955, sirvió en el Ejército de Estados Unidos, asignado al cuerpo judicial de la fuerza.
Deukmejian se mudó a California en 1955, donde su hermana, Anna Ashjian, le presentó a Gloria Saatjian, cajera de un banco, cuyos padres también habían emigrado desde Armenia. Se casaron el 16 de febrero de 1957 y tienen tres hijos: dos hijas, nacidas en 1964 y 1969; y un hijo, nacido en 1966.